# L'armadio di Chloé
L'armadio di Chloé (Chloe's Closet) è un cartone animato anglo-americano prodotto da Mike Young Productions e Telegael. La serie è stata trasmessa in Italia da Cartoonito a partire dal 30 aprile 2012 e su Boomerang dal 1 luglio 2013.

## Trama
Chloé è una dolce bambina che ama giocare con i suoi amici: Jet, Lil, Mac (fratellino di Lil), Carys, Tara, Dany e Riley (non tutti compaiono sempre, nella maggior parte degli episodi ve ne sono solo alcuni e non altri). Come tutti i bambini Chloé è affezionata ad un gioco particolare, una coperta con la testa da anatra denominata da lei "Signor Copertino". E proprio mentre stanno giocando tutti insieme, l'armadio di Chloé inizia a brillare ed emettere varie musiche: l'armadio nasconde all'interno un travestimento che trasporta Chloé e i suoi amici in un altro mondo, quello della fantasia, dove la morale e l'insegnamento sono i più grandi protagonisti.
Nel mondo immaginario di Chloé accadono eventi stranissimi (giraffe rosa, gorilla parlanti...), ma in quel mondo non esiste la cattiveria, tutti sono buoni. Infatti più volte il Signor Copertino cerca di proteggere la sua padroncina da personaggi apparentemente pericolosi, ma la piccola Chloé sa bene che questi non sono cattivi, "non nel suo mondo!".
Una volta tornati nella realtà Chloé racconta alla mamma o al papà le avventure trascorse con i suoi amici e la puntata finisce con una dedica speciale al suo più caro amico, il Signor Copertino.

### Personaggi
- Chloé Corbin: la protagonista della serie. Ha una cotta per Jet ricambiata ed è bellissima. È doppiata da Valentina Pallavicino.
- Signor Copertino: il migliore amico peluche di Chloé, nel mondo fantastico parla, si muove e vola. È di colore giallo scuro. È molto legato a Chloé. È doppiato da Paolo De Santis.
- Tara Jansen: un'amica di Chloé, ha gli occhi verdi e ha i capelli rossi ed è bellissima. Il suo colore preferito è il viola. È doppiata da Emanuela Pacotto.
- James "Jet" Horton: un amico di Chloé, ha occhi e capelli marroni. Ha una cotta per Chloé ricambiato. È doppiato da Patrizia Mottola.
- Daniela "Dany" Rylant: un'amica di Chloé ha occhi e capelli castani come Jet. Ha una cotta per Riley ricambiata. È doppiata da Tiziana Martello.
- Riley Harris: un altro amico di Chloé un po' più piccolo, ha occhi e capelli marroni come Jet e Dany. Ha una cotta per Dany ricambiato. È doppiato da Benedetta Ponticelli.
- Lillian "Lil" McGwire: un'altra amica di Chloé che assomiglia a Dany, ha i capelli marroni e gli occhi viola ed è bellissima. È doppiata da Annalisa Usai.
- Marcus "Mac" McGwire: il fratello più piccolo di Lil, ha i capelli marroni e gli occhi di un bel verde acqua. È doppiato da Serena Clerici.
- Carys Mozart: amica di Chloé. Appare solo nella seconda stagione. Ha i capelli castani. È doppiata da Sabrina Bonfitto[4].
- Wize: un peluche di Chloé che appare in alcuni episodi. È di colore blu.
- Soggy: un altro peluche di Chloé che appare in alcuni episodi. È di colore rosa.
- Utiuh: un altro peluche di Chloé che appare in alcuni episodi. È di colore viola.
- Paul e Gina Corbin: nella scena finale di ogni episodio appaiono come il padre e la madre di Chloé, di cui però non si vede mai il volto. Nella seconda stagione invece si può vedere anche il volto. Doppiati da Pino Pirovano e Debora Magnaghi.

## Stagione 1
1. Un problema gigante
2. Una situazione appiccicosa
3. Una magica raccolta
4. In campeggio
5. Moda fantastica
6. Sul campo da tennis
7. Prestare, prestare
8. I tuttofare
9. A caccia di tartarughe
10. Un samba di successo
11. Torte di bacche
12. Una bellissima farfalla
13. La bua di Sinnie
14. Più veloce dello struzzo
15. Una canzone speciale
16. Accendi la luce
17. Il quartetto volante
18. Il potere dei fiori
19. Correre per divertirsi
20. Cantiamo al mare
21. I panda brontoloni e il drago giocherellone
22. Brilla brilla piccola stella
23. Una crescita magica
24. Foto nella foresta
25. Tra le piramidi
26. Stelle del cinema
27. Una festa Hip Hop
28. Il grande lupo buono
29. Fiesta
30. Sedie Musicali
31. La festa dei tre porcellini
32. Ballerine in fiore
33. Vai Ciuf Ciuf
34. La principessa addormentata
35. La sfilata
36. La storia del drago pasticcione
37. L'arte di fare amicizia
38. Una storia all'età della pietra
39. Uova saltarello
40. Migliori amici supereroi
41. Viola come me
42. Coniglio vecchio trucchi nuovi
43. Musical Pre-Scolare
44. Lo scatto
45. Un biglietto per la città quadrata
46. Stare sulle punte
47. Una consegna molto speciale
48. Sta per nevicare
49. Scarponi da riempire
50. Per amore di Monet
51. Grandi e piccini
52. Pizza Party
53. Il migliore sulla neve
54. Balla gnomo balla
55. Konichiwa Chloé
56. Tutti pazzi per il gelato
57. Andiamo a pesca
58. Il treno in difficoltà
59. Ci pensiamo noi
60. Cavallo sul filo
61. Campo Chloé

## Stagione 2
1. I corvi e l'orto
2. Il fantino alato
3. Il mistero dell'arcobaleno
4. Una festa da principesse
5. Pagliacci Babysitter
6. La gara di salto a ostacoli
7. Guardare e credici
8. Il tesoro della montagna parlante
9. Allarme fumo
10. Il caso delle banane scomparse
11. Il buono il brutto e lo sciocco
12. Un'avventura glassata
13. I predatori dell'uovo perduto
14. Il mago del castello
15. Il colore rosa
16. La ricerca di Jet
17. Scimmie dei caraibi
18. Due gobbe nella sabbia
19. Sfiniti dal sole
20. Piccolo e grande
21. Otto piedi
22. Hey hey e una scimmia

## Doppiaggio
| Personaggio           | Doppiatore italiano              |
| --------------------- | -------------------------------- |
| Chloé                 | Valentina Pallavicino            |
| Sig. Copertino        | Paolo De Santis                  |
| James "Jet"           | Patrizia Mottola                 |
| Riley                 | Benedetta Ponticelli             |
| Tara                  | Emanuela Pacotto                 |
| Daniela "Dany"        | Tiziana Martello                 |
| Lilian "Lil"          | Annalisa Usai                    |
| Marcus "Mac"          | Serena Clerici                   |
| Gina (madre di Chloé) | Debora Magnaghi ed Elda Olivieri |
| Paul (padre di Chloé) | Pino Pirovano                    |